# Економічна та соціальна географія
Економі́чна та соціа́льна геогра́фія — науково-прикладна спеціальність, що займається розробленням наукових засад територіальної організації суспільства, дослідження територіального та комплексно-пропорційного аспектів розвитку продуктивних сил. Це передбачає глибоке вивчення процесу взаємодії суспільства з природою, розміщення виробництва, розселення населення, організації території з урахуванням природних, соціальних, економічних і екологічних чинників, прогнозування розвитку регіонів.

## Об'єкт, предмет
Об'єктом суспільної географії, як і всіх географічних наук слугує географічна оболонка, головно, суспільство, як невід'ємна частина її сучасного стану. Предметом науки, тобто стороною об'єкта на яку звернена головна увага наукового дослідження, виступає людська діяльність в географічному середовищі, їхній взаємозв'язок та взаємовплив. Тобто суспільна географія вивчає територіальну організацію людського суспільства та окремих сфер його діяльності.
Підходи до вивчення об'єкта суспільної географії:
- Інформаційний. Базується на постулаті, що цілісне людське суспільство можна розглядати як єдність окремих сфер людської діяльності, які входять у взаємозв'язок із окремими геосферами географічної оболонки.
- Формаційний. Застарілий підхід радянської наукової школи, що базувався на суспільно-історичних формаціях та постулатах марксистсько-ленінського діалектичного матеріалізму.
- Цивілізаційний. Розглядає всі досліджувані процеси через призму становлення, розвитку та згасання окремих цивілізацій.
- Діяльнісний. Розкладає всі досліджувані питання на окремі процеси людської життєдіяльності: праця, відтворення, розселення, споживання, соціо-природна діяльність, споглядання, дослідження, пізнання тощо. Діяльність людини в такому підході можна розділити на певні ланки потреб, послідовно (або ні) задовільняючи які вона переходить на вищі щаблі й розширює власну діяльність, взаємодію в соціумі, просторі й часі (піраміда Маслоу).
- Екологічний. Розглядає техногенну людську діяльність в просторі (антропосфера), як невід'ємну частину складних екологічних систем різної ієрархії аж до планетарної. Даний підхід розвивали австрійський геолог Едуард Зюсс (поняття біосфери) та український геохімік Володимир Вернадський (поняття ноосфери).

## Напрямки досліджень
Основні напрямки досліджень:
- Теорія та методологія суспільно-географічних досліджень.
- Методика суспільно-географічних досліджень (включаючи геоінформаційні системи та ГІС-технології).
- Комплексна оцінка природноресурсного, трудового, виробничого та інтегрального потенціалу окремих регіонів і країн.
- Інтенсивність, комплексність і суспільно ефективність використання території, стан навколишнього природного середовища як чинник територіальної організації господарства і населення, якості його життя.
- Географія населення і розселення (типи геодемографічної обстановки, етногеографія українців  і національних меншин в Україні, територіальні відмінності в життєдіяльності населення, міграції, типи населених місць і системи розселення, урбанізація, регіональна демографічна політика та ін.).
- Територіальна організація виробництва та невиробничої діяльності (промисловості, сільського господарства, будівництва, транспорту, сфери обслуговування, відпочинку та туризму, а також галузевих, міжгалузевих та інтегральних територіально-господарських комплексів і систем).
- Розроблення суспільно-географічних основ регіональної політики України, комплексні дослідження соціально-економічних районів і міжрайонних зв'язків, обґрунтування соціально-економічного районування держави, участі України в міждержавних інтеграційних процесах.
- Територіальна організація основних товарних ринків, ринків послуг, робочої сили, капіталів, нерухомості, цінних паперів; територіальні відмінності попиту та витрат виробництва, інші географічні аспекти розвитку ринкового господарства.
- Географія світового господарства і міжнародного поділу праці; країнознавства; суспільна географія зарубіжних країн Світового океану, морів та приморських регіонів.
- Політична географія; географія культури, релігій.
- Історико-географічні дослідження розвитку господарства, розселення населення, історія суспільно-географічної думки в Україні.